# Guitarra clàssica
La guitarra clàssica, també anomenada guitarra espanyola, és un instrument musical de la família d'instruments de corda pinçada.
Més aviat tocada i coneguda com a instrument solista per raó del seu poder sonor relativament modest, la guitarra clàssica també va ser utilitzada com a instrument solista o orquestral per molts compositors clàssics com Giuliani, Mahler, Rodrigo, Villa-Lobos. Aquest instrument popular amb innombrables possibilitats d'expressió és explotat per molts i diferents estils de música del món.
Moltes variacions de la guitarra clàssica van néixer al segle XX . —guitarres d'acompanyament i folk, guitarres de jazz, guitarres elèctriques— i han permès ampliar les possibilitats i estils musicals d'aquest instrument, actualment el més utilitzat, en les seves diverses formes, juntament amb el piano.
La guitarra clàssica normalment es toca sense amplificació. La forma actual és l'evolució de la guitarra romàntica de 6sis cordes simples que va aparèixer a final del segle xviii, quan va prendre el relleu de la guitarra barroca que presentava cordes dobles (també anomenades cors). La guitarra romàntica amb to baix es substitueix pel model actual amb afinació sense canvis i una caixa de ressonància més voluminosa desenvolupada pel luthier Antonio de Torres cap a 1870-1880.
El disseny bàsic molt senzill de la guitarra clàssica, que permet preus molt econòmics, al voltant de 100 € per a una guitarra d'estudi de nivell inicial, (però fins a 10.000 € — i més — per als fets pels luthiers més prestigiosos), és sens dubte un dels motius de l'èxit de l'instrument.

## Descripció
Té les característiques següents :

Elements d'una guitarra clàssica.

- és un instrument acústic de corda pinçada el so del qual és amplificat per una caixa de ressonància ;
- és un instrument molt antic els orígens del qual es remunten a l'antiguitat més alta (la paraula guitarra podria provenir de la paraula persa kitar), la forma i les dimensions del qual han anat evolucionant al llarg dels segles, des del renaixement, el barroc i després la guitarra romàntica fins a la moderna. guitarra clàssica, creada per Antonio de Torres, un gran luthier espanyol del segle xix, que roman l'estàndard actual;
- la guitarra clàssica consta d'una caixa de ressonància feta d'una caixa de ressonància de fusta tova (avet o cedre en general), laterals i un fons de fusta dura (palissandre, caoba, auró…) i un mànec (caoba o cedre) amb un diapasó (palissandre) amb trastes de banús. En instruments de qualitat, les fustes són sòlides i l'elecció de les espècies utilitzades i els diferents paràmetres de construcció tenen un fort impacte en el so. En , lLa caixa de ressonància d'instruments de gamma baixa pot ser de fusta laminada i de construcció estandarditzada per a la producció en sèrie.
- en general, té sis cordes lligades en un pont enganxat a la caixa de ressonància, normalment afinades, de greu a agut, mi-la-ré-sol-si-mi.[1] Tanmateix, algunes guitarres clàssiques tenen set o més cordes, fins a 11, per tal d'ampliar el ventall cap a les notes greus i reforçar els harmònics, la qual cosa permet tocar un repertori més extens, obres per a llaüt i composicions contemporànies. Per acabar, cal esmentar que el luthier espanyol Ignacio Fleta va fer l'any 1957 una guitarra clàssica (equipada, per tant, amb cordes de niló) de 12 cordes organitzades en 6 cursos dobles,[2] fet prou rar com per ser subratllat (les guitarres de 12 cordes "dobles" són quasi sempre instruments de tipus "folk" muntats amb cordes metàl·liques, o guitarres elèctriques).
- originàriament les cordes estaven fetes de catgut (material derivat de l'intestí d'ovella, malgrat el nom), però avui en dia utilitzen niló, a diferència de les cordes de metall que es troben a la majoria de les altres guitarres. Aquestes cordes tenen una tensió molt menor en comparació amb les cordes d'acer, la qual cosa permet fer el mànec totalment de fusta. no obstant això, les tres cordes inferiors (o " cordes de baix ") estan fetes de metall entorxat, normalment plata o níquel.
- el seu mànec és més ample que el de les guitarres amb cordes d'acer, cosa que facilita un fraseig complex però pot requerir una posició més difícil per a la mà esquerra (mà dreta per a una persona esquerrana). El mànec té generalment 18 o 19 trasts, que redueixen la longitud de les cordes, per pressió d'un dit de la mà esquerra, i per passar de mig to. en mig to. Per tant, cada corda pot produir en principi 19 o 20 notes de l'escala cromàtica (és a dir, notes de l'escala diatònica i accidentals) : corda oberta + les 18 o 19 longituds possibles de la corda per pressió de la mà esquerra, a les quals s'afegeixen els harmònics. A la pràctica, els 2 o 3 trasts extrems (les notes més agudes) són poc utilitzats.

## Gamma de guitarra clàssica
Àmbit amb afinació clàssica i sense tenir en compte els harmònics, les partitures de guitarra estan escrites en clau de sol transposada per una octava més baixa.

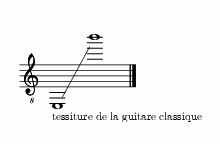
Gamma de la guitarra clàssica, indicada en un pentagrama.

Moltes cançons requereixen que la sisena corda estigui afinada a D (en lloc de E), relaxant-la, la qual cosa amplia el rang un to en el rang de greus.
A més a més, hi ha guitarres amb cordes addicionals, de 7 a 11 cordes, que amplien  la gamma de l'instrument, generalment en el registre inferior, la qual cosa permet, en particular, tocar peces escrites per a llaüt de l'època barroca en la gamma original, o composicions contemporànies escrites per a aquests instruments.

## Tècnica

### Posició
La posició encara avui habitual es va aclarir a final del segle xix per Francesc Tàrrega, gran guitarrista valencià: posició asseguda, peu esquerre sobre trípode, guitarra col·locada a la cuixa esquerra, posició de la mà esquerra que permet prémer les cordes entre el polze, darrere del mànec, i un dels altres quatre dits amb la màxima força. La mà dreta es col·loca de manera que ataca les cordes perpendicularment.

### Mà esquerra
Per produir el so, les cordes es pressionen amb els dits de la mà esquerra (dreta per a una guitarra esquerrana) col·locats al trast entre dos trasts abans de ser vibrades per un atac de la mà dreta (esquerra per a una guitarra esquerrana).
El guitarrista es beneficia dels passos preparats a les caixes, la qual cosa és una facilitat en comparació amb els intèrprets de corda sense trasts que han de fixar amb precisió la posició del dit per a la precisió de cada nota. La tècnica de la mà esquerra, però, presenta altres dificultats per al guitarrista, sobretot en peces complexes amb diverses veus diferents simultànies, fins a quatre, desenvolupant-se en una polifonia elaborada que no es limita a una successió d'acords. A més, excepte en peces fàcils on els principiants es mantenen en primera posició o en posicions properes a la part superior del mànec, la mà esquerra està feta per moure la longitud del mànec (com en els instruments d'arc) per moure's de registre aguts greus apropant-se a la roseta. Les extensions, grans espais entre dos dits o en tota la mà entre el dit índex i el petit, que requereixen una certa força, solen ser necessàries per a determinats acords. La tècnica de la barra consisteix a prémer diverses cordes amb un dit sobre el mateix trast, la qual cosa permet produir diverses notes amb un sol dit (la barra es practiquen en els 4 dits des de l'índex fins al dit petit). El polze, que només es podia utilitzar a la corda de mi grave, no s'utilitza normalment perquè aquest ús, a més d'interès limitat, perjudicaria la flexibilitat de la mà.

### Mà dreta
Ens podem limitar a tocar melòdics (notes successives simples) o, per contra, a una successió d'acords, però la pràctica de la guitarra clàssica, com la del llaüt (i per descomptat la dels instruments de teclat o l'arpa) és una polifonia més elaborada en què diverses cordes separades són pinçades simultàniament per diferents dits de la mà dreta. La pràctica dels estudis de compositors clàssics, especialment els de Sor i Tàrrega, permet adquirir i desenvolupar aquesta habilitat.
Les tècniques d'atac de la corda són múltiples : pessigat, picat, raspallat o ensopegat.
La majoria dels guitarristes utilitzen les ungles llargues a la mà dreta (a l'esquerra per a una guitarra esquerra), ben retallades i polides. Alguns, però, prefereixen tocar sense ungla, atacant les cordes directament amb la polpa del dit. Aquesta darrera tècnica dona un so menys potent però més rodó i, per tant, menys sec; també permet evitar el manteniment molt tediós de les ungles de la mà dreta. Així va tocar sense claus Ferran Sor, un dels millors guitarristes de la seva època però el musicòleg Fétis que va reconèixer la qualitat musical de les seves composicions li va retreure el seu so baix. Francesc Tàrrega, que va posar les bases de la tècnica actual, va acabar jugant sense claus a partir del 1902. El seu deixeble, Emilio Pujol, un dels grans guitarristes, i sens dubte el més gran pedagog XX XX . jugat sense claus.

### Harmònics
Els harmònics no formen part de la tècnica bàsica de la guitarra, sinó un efecte especial que era conegut pels guitarristes de l'època romàntica.
La manera més senzilla de produir els harmònics és tocar un dit de la mà esquerra contra el trast d'una corda oberta, el 12è per produir l'octava per sobre del so d'aquesta corda, el 7è per produir un so d'una dotzena (és a dir, una octava). i una cinquena) per sobre i piqueu-la amb un dit de la mà dreta. El millor és treure el dit que toca el trast immediatament després de l'atac, deixant que la corda continuï vibrant en harmònics i s'extingeixi gradualment. També es pot utilitzar el 5è trast, però els harmònics sonen més fort.
Una altra tècnica consisteix a prémer un dit de la mà esquerra sobre un trast (com per produir una nota normal), tocant amb el dit índex de la mà dreta el trast a l'octava de la nota de la mà esquerra (12è trast a partir del trast del dit de la mà esquerra), picar la corda amb el polze de la mà dreta i retirar el dit que toca el trast per deixar sonar la corda, que produeix un so d'una octava per sobre del de la nota sense harmònic. Aquesta segona tècnica, a diferència de l'anterior limitada als harmònics de corda oberta, permet produir els harmònics de totes les notes de l'escala cromàtica. Es poden produir simultàniament diverses notes harmòniques per l'acció de diversos dits (dos com a màxim per la segona tècnica).

## Varietat de sons
Modificant la manera d'atacar les cordes amb la mà dreta, és possible produir una àmplia gamma de sons, des de molt suaus fins a pizzicatos, pizzicats estridents i especialment sons de cop. La força relativa de l'atac també permet una certa dinàmica encara que els matisos fort i fortissimo són difícils o desagradables, la guitarra clàssica continua sent un instrument discret a diferència de les guitarres amplificades.
També és possible produir harmònics, efectes "campanella" (mateixa nota tocada successivament en dues cordes diferents, per tant amb timbres diferents i una ressonància particular), tamborí, vibratos discrets per oscil·lacions dels dits de la mà esquerra.
El mode de separació és el més habitual, però els legatos es poden produir en la mateixa corda atacant la primera nota només amb un dit de la mà dreta (corda oberta o prement un dit en un trast del mànec), col·locant després el dit. de la mà esquerra a la segona nota (o posterior a la corda oberta), possiblement de nou en una tercera nota, sense atac de la mà dreta. Aquesta tècnica permet executar ornaments. Les limitades a una sola nota afegida a la nota principal, com les notes de gràcia, estan ben representades, un segon ràpid (tres notes en un sol atac de la mà dreta) encara és acceptable, però els trils sonen menys bé perquè aquests requereixen diversos atacs amb el mà dreta. En efecte, si una corda pot ressonar durant un temps determinat en la mateixa nota, encara més en una corda oberta, l'extinció del so s'accelera molt per una segona nota sense atac amb la mà dreta i més encara amb una tercera. . nota. Les successions de notes enllaçades de dos en dos amb atacs delicats i jugant amb les ressonàncies poden, però, donar la il·lusió de passatges enllaçats. Aquests legatos només es poden interpretar en passatges ràpids a causa d'aquesta ràpida extinció del so i no tenen la igualtat o fluïdesa dels que produeixen els instruments de so sostingut (corda d'arc o vent) sinó que són uns efectes especials que distingeixen la guitarra del clavicèmbal. .
Claude Debussy va descriure la guitarra com «clavicèmbal expressiu».
Pots optar per deixar sonar una o més cordes (a la mateixa nota la ressonància continua durant un temps determinat) o apagar el so prement amb delicadesa un dit sobre la corda que vibra per limitar la durada de la nota corresponent i respectar la polifonia. .
Aquesta varietat sonora és probablement una de les raons de l'èxit de la guitarra.

## Repertori

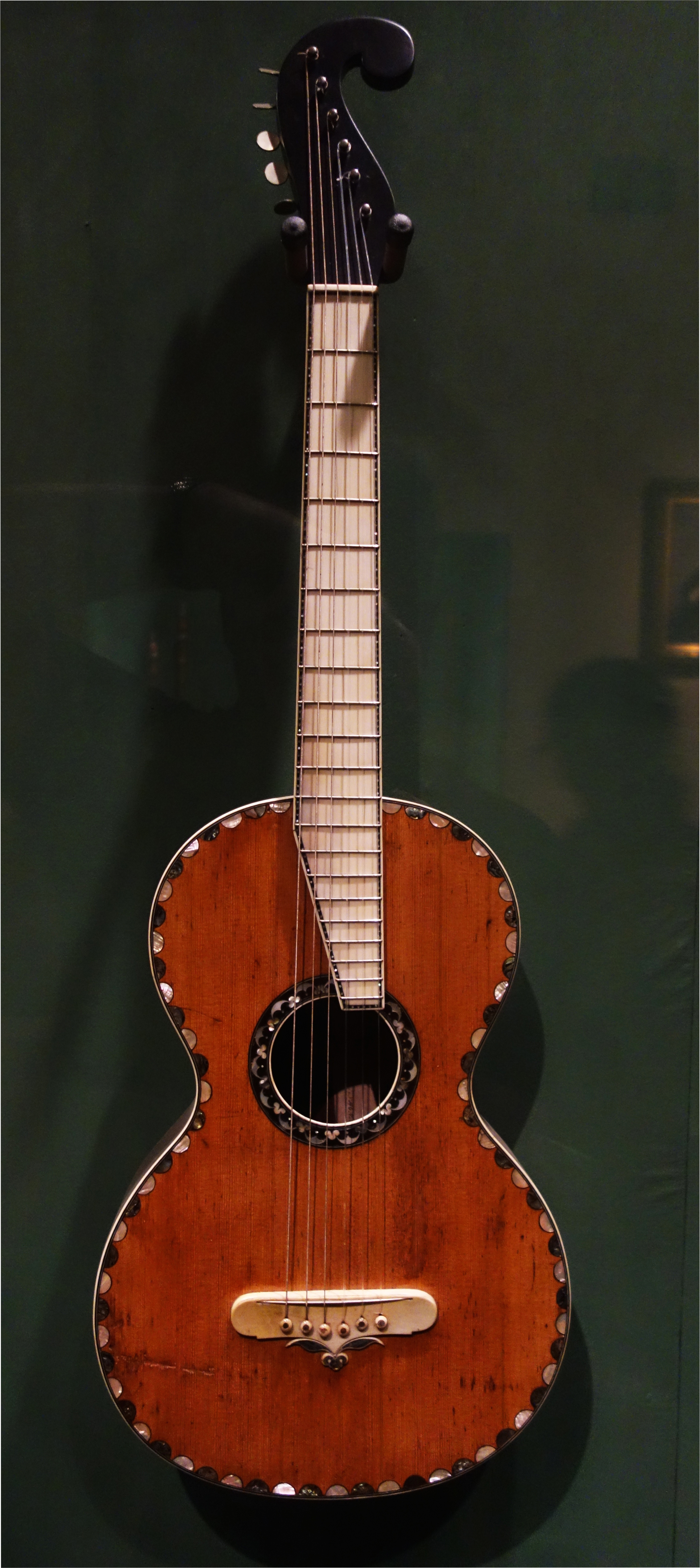
Guitarra romàntica cap al 1838

El seu repertori, si no s'acosta a l'extensió immensa del del piano, és tanmateix molt ampli i variat i es desenvolupa, no només per composicions originals, sinó també per noves transcripcions.
Inclou música de diverses èpoques:
- Renaixement segle xvi): transcripcions de peces per a llaüt molt properes a les composicions originals, tenint el llaüt renaixentista una gamma equivalent. Baixant la corda Sol de la guitarra un semitó (a F #), trobem l'afinació del llaüt d'aquella època.
- Període barroc (segle xvii, primera meitat del segle xviii): peces per a guitarra barroca de Gaspar Sanz, de Robert de Visée) o per a llaüt (de Bach, de Weiss) també transcrites, en una gamma més reduïda pel que fa a les peces per a llaüt que incloïen més cordes baixes que la del Renaixement. Les actuacions amb guitarra de 10 cordes d'un rang equivalent, però, s'acosten a les composicions originals.
- període clàssic (primera meitat del segle xix) però molt poques composicions originals de la segona meitat del segle xviii abans del desenvolupament de la guitarra de sis cordes). Aquest període de l'instrument anomenat actualment "guitarra romàntica" és el dels primers " edat d'or de la guitarra, que podríem anomenar guitaromania. L'abundant repertori de compositors guitarristes com Carulli, Fernando Sor, Giuliani, Aguado, Paganini (més conegut com a violinista però que forma part d'aquesta categoria), contemporanis dels inicis del Romanticisme, és d'un estil Biedermeier típic d'aquesta època o clàssic en l'esperit de Haydn, Mozart o les primeres obres de Beethoven per al millor. Aquestes obres encara són apreciades, i diversos estudis de Sor, molt coneguts, formen part de l'ensenyament de l'instrument. Schubert tocava la guitarra però només la va utilitzar en les seves composicions en peces rares de música de cambra. No obstant això, molts dels acompanyaments de piano del seu lieder van ser òbviament dissenyats per a la guitarra.
- música romàntica, sobretot espanyola: (Francisco Tárrega, Isaac Albéniz, Enrique Granados) etc. Tárrega va fixar la tècnica i la posició habitualment practicada avui dia i va desenvolupar la notació de la digitació de la guitarra a les partitures musicals (els dits de la mà dreta designats per les seves inicials (p, i, m, a), els dits de la mà esquerra pel seu número (de l'1 per a l'índex a 4 per al dit petit), el número de la corda que s'ha d'utilitzar pel seu número envoltat d'un cercle (de l'1 per al més alt al 6 per al més baix) i la casella que s'ha d'utilitzar (per als barrats).) en nombres romans, notes harmòniques indicades amb un diamant. Va morir relativament jove, no va registrar la seva notació i va ser el seu deixeble Emili Pujol qui la va detallar en una obra monumental de 6 volums, Escola Raonada de la Guitarra, prologat per Manuel de Falla. El compositor romàntic Berlioz tocava la guitarra però només va compondre algunes peces juvenils poc interessants per a l'instrument. No essent pianista, però, va utilitzar la guitarra per compondre i provar les seves harmonitzacions, a diferència de la majoria de músics destacats que componen al piano.
- música llatina: brasiler (chôro, bossa nova), cubà
- música contemporània: (Ohana, Koshkin, Takemitsu, etc.).

A més de les transcripcions de peces escrites per al llaüt, un instrument relacionat, un gran nombre de composicions per a altres instruments, clavicèmbal (en particular una gran part de les sonates de Scarlatti), piano (peces de Chopin, fragments de sonates, més sovint). moviments lents, rarament una sonata sencera), violí (suites i partites per a violí sol la famosa chacona del qual és una peça de valentia), violoncel (suites per a violoncel sol de Bach) s'adapten a la guitarra. Aquestes transcripcions cobreixen un ampli ventall de nivells de dificultat, des de mitjà a avançat. No tota la literatura pianística es pot adaptar, però els virtuosos estenen les transcripcions a peces que haurien semblat impossibles de tocar a la guitarra.
La guitarra que s'utilitza per al flamenc espanyol hi està relacionada, tot i que en difereix en molts punts (construcció, tècnica de joc, so).

## Compositors famosos

### Compositors de guitarra delseglexix
- Dionisio Aguado (1784-1849)
- Julián Arcas (1832-1882)
- Jaime Felipe José Bosch (1825-1895)
- Jose Broca (1805-1882)
- Matteo Carcassi (1792-1853)
- Ferdinando Carulli (1770-1841)
- Napoléon Coste (1806-1883)
- Anton Diabelli (1781-1858)
- Fernando Ferandiere (1771-1816)
- François de Fossa (1775-1849)
- Mauro Giuliani (1781-1829)
- Luigi Legnani (1790-1877)
- Antoine Lhoyer (1768-1852)
- Antonio Jiménez Manjón (1866-1919)
- Wenzeslaus Matiegka (1773-1830)
- Johann Kaspar Mertz (1806-1856)
- Francesco Molino (1768-1847)
- Nicolo Paganini
- Giulio Regondi (1822-1872)
- Fernando Sor (1778-1839)
- Francisco Tárrega (1852-1909)
- Marco Aurelio Zani de Ferranti (1800-1878)

### Compositors no guitarristes dels segles XX i XXI
Molts compositors no guitarristes han escrit per aquest instrument :
- Kalevi Aho (1949-)
- Malcolm Arnold (1921-)
- Boris Assafiev (1884-1949)
- Vicente Asencio (1908-1979)
- Milton Babbitt (1916-)
- Henk Badings (1907-1987)
- Simon Bainbridge (1952-)
- Luciano Berio (1925-)
- Lennox Berkeley (1903-1989)
- Harrison Birtwistle (1934-)
- Benjamin Britten (1913-1976)
- Elliott Carter (1908-)
- Gaspar Cassado (1897-1966)
- Mario Castelnuovo-Tedesco (1895-1968)
- Jacques Castérède (1926-2014)
- David Del Tredici (1937-)
- Edison Denisov (1929-1996)
- Stephen Dodgson (1924-)
- René Eespere (1953-)
- Sebastian Fagerlund (1972-)
- Manuel de Falla (1876-1946)
- Jean Françaix (1912-1997)
- Roberto Gerhard (1896-1970)
- Alberto Ginastera (1916-1983)
- Camargo Guarnieri (1907-1993)
- Carlos Guastavino (1912-2000)
- Robert Gulya (1973-)
- Kimmo Hakola (1958-)
- Hans Werner Henze (1926-)
- Vagn Holmboe (1909-1996)
- Joaquim Homs (1906-2003)
- Toshio Hosokawa (1955-)
- Alan Hovhaness (1911-2000)
- André Jolivet (1905-1974)
- Antonio José (1902-1936)
- Ernst Krenek (1900-1991)
- Magnus Lindberg (1957-)
- Ester Mägi (1922-)
- Juan Manén (1883-1971)
- Tomás Marco (1942-)
- Frank Martin (1890-1974)
- Peter Maxwell Davies (1934-)
- Francisco Mignone (1897-1986)
- Darius Milhaud (1892-1974)
- Federico Mompou (1893-1987)
- Federico Moreno Torroba (1891-1982)
- Olli Mustonen (1967-)
- Maurice Ohana (1914-1992)
- Astor Piazzolla (1921-1992)
- Manuel Ponce (1886-1948)
- Francis Poulenc (1899-1963)
- André Previn (1929-)
- Einojuhani Rautavaara (1928-)
- George Rochberg (1918-2005)
- Richard Rodney Bennett (1936-)
- Joaquín Rodrigo (1901-1999)
- Ned Rorem (1923-)
- Albert Roussel (1869-1937)
- Cyril Scott (1879-1970)
- Roberto Sierra (1953-)
- Toru Takemitsu (1930-1996)
- Alexandre Tansman (1897-1986)
- Michael Tippett (1905-1998)
- Joaquín Turina (1882-1949)
- Mark-Anthony Turnage (1960-)
- William Walton (1902-1983)
- Takashi Yoshimatsu (1953-)

### Guitarristes-compositors dels segles XX i XXI
- Sergio Assad (1952-)
- René Bartoli (1941-2011)
- Agustín Barrios Mangoré (1885-1944)
- Kemal Belevi (1954-)
- Olivier Bensa (1951-)
- Gilbert Biberian (1944-)
- Dusan Bogdanovic (1955-)
- Leo Brouwer (1939-)
- Kevin Callahan (1958-)
- Abel Carlevaro (1918-2002)
- Salim Dada (1975-)
- Nelly Decamp (1961-)
- Carlo Domeniconi (1947-)
- John W. Duarte (1919-2004)
- Roland Dyens (1955-2016)
- Arnaud Dumond (1956-)
- Raphaël Faÿs (1959-)
- Angelo Gilardino (1941-)
- Brian Head (1965-)
- Evan Hirschelman (1976-)
- Alexandre Ivanov-Kramskoï (1912―1973)
- Per-Olov Kindgren (Danemark)
- Francis Kleynjans (1951-)
- Nikita Kochkine (1956-)
- Annette Kruisbrink (1958-)
- Ian Krouse (1956-)
- Marc Lamberg (1952-)
- Pierre Lerich (1937-2008)
- Antonio Lauro (1917-1986)
- Maria Linnemann (Allemagne)
- Miguel Llobet (1878-1925)
- Celso Machado (1953-)
- Jorge Morel (1931-)
- Claude McKinnon (1949-)
- Colette Mourey (1954-)
- Piotr Panine (1938-2011)
- Eric Pénicaud (1952-)
- Adrien Politi (1957-)
- Emilio Pujol (1886-1980)
- Maximo Diego Pujol (1957-)
- Štěpán Rak (1945-)
- Étienne Ramboatiana (1930-2007)
- Igor Rekhine (1941-)
- Teresa de Rogatis (1893-1979)
- Eduardo Sainz de la Maza (1903-1982)
- Eduard Shafransky (1937-2005)
- Reginald Smith Brindle (1917-2003)
- Heitor Villa-Lobos (1887-1959)
- Bob Wander (1955-)
- Andrew York (1958-)

## Guitarristes clàssics dels segles XX i XXI
Els guitarristes també toquen sovint transcripcions de música escrita originalment per a altres instruments, com el llaüt. Les transcripcions de l'època renaixentista i barroca són habituals.
- Gérard Abiton
- Laurindo Almeida
- Damien Aribert
- Manuel Barrueco
- Michel Beauchamp
- Thierry Bégin-Lamontagne (1986)
- Johanna Beisteiner (1976-)
- Gabriel Bianco (1988-)
- Pascal Boëls (1953-)
- Maria Rita Brondi (1889-1941)
- Dusan Bogdanovic (1955-)
- Julian Bream (1933-2020)
- Jorge Cardoso
- Jesùs Castro-Balbi
- Thibault Cauvin (1984-)
- Nelly Decamp (1961-)
- Sébastien Deshaies (1980-)
- Arnaud Dumond
- Roland Dyens (1955-2016)
- Éric Franceries
- Antigóni Góni
- Stefano Grondona
- John Holmquist
- Jérémy Jouve (1979-)
- Miloš Karadaglić
- Norbert Kraft
- Alexandre Lagoya
- Pierre Laniau
- Pablo Márquez
- Antonio Membrado
- Kaori Muraji
- Juan Francisco Ortiz
- Christopher Parkening
- Marco Pereira
- Judicaël Perroy
- Alvaro Pierri
- Alberto Ponce
- Ida Presti
- Andrés Segovia (1893-1987)
- Aaron Skitri (1943-1998)
- Gaëlle Solal
- Ana et Viktor Vidović
- John Williams (1941-)
- Narciso Yepes (1927-1997)
- Philippe Villa